# 湖南公立工业专门学校
湖南公立工业专门学校，是曾經存在的一所工业专门学校，1926年并入湖南大学。

## 歷史
清朝光绪二十九年（1903年），湖南巡抚赵尔巽奏准成立省垣实业学堂。最初开设有矿、路两科，后陆续增设了机械工程、应用化学、窑业、电机和数理等科，并设有实验室、制图室、实习工场。担任理科教员的教师大多从国外聘请，讲授国文等课程的则是从国内聘请的一流学者。
1908年省垣实业学堂更名为湖南省官立高等实业学堂。1912年湖南省官立高等实业学堂更名为湖南公立高等工业学校。1913年湖南公立高等工业学校更名为湖南公立工业专门学校。
1916年（民国五年）湖南公立工业专门学校迁入岳麓书院。1926年，湖南公立工业专门学校、湖南公立法政专门学校、湖南公立商业专门学校合并组建省立湖南大学。